# Nunarput utoqqarsuanngoravit
Nunarput utoqqarsuanngoravit (dansk: Vort land, som er blevet meget gammelt) er sammen med Nuna asiilasooq en af de to grønlandske nationalmelodier. Den har været anvendt officielt siden 1913 og har tekst af Henrik Lund.
Nunarput utoqqarsuanngoravit blev oprindeligt sunget på samme melodi som den svenske nationalsang Du gamla, du fria. I vore dage synges den på en melodi komponeret i 1937 af Jonathan Petersen.
I 1979 og igen i 1990 og 1994 blev det diskuteret i det daværende landsting, hvilken eller hvilke nationalsange, der skulle bruges hvornår. Der var tale om at der skulle være folkeafstemning, men det endte med, at befolkningen selv må beslutte, hvornår man bruger den ene eller den anden.

## Grønlandsk Tekst
Nunarput, utoqqarsuanngoravit
niaqqut ulissimavoq qiinik.
Qitornatit kissumiaannarpatit
tunillugit sineriavit piinik.
Akullequtaasutut merlertutut
ilinni perortugut tamaani
kalaallinik imminik taajumavugut
niaqquit ataqqinartup saani.
Atortillugillu tamaasa pisit
ingerlaniarusuleqaagut
nutarterlugillu noqitsigisatit
siumut, siumut piumaqaagut
Inersimalersut ingerlanerat
tungaalitsiterusuleqaarput,
oqaatsit "aviisit" qanoq kingunerat
atussasoq erinigileqaarput.
Taqilluni naami atunngiveqaaq,
kalaallit siumut makigitsi.
Inuttut inuuneq pigiuminaqaaq,
saperasi isumaqaleritsi.

## Dansk tekst
Vort ældgamle land
Vort ældgamle land under isblinkens bavn
med lysende snehår om dit hoved!
Du trofaste moder, som bar os i din favn,
mens dine kysters havvildt os du loved.
Som umodne børn er vi groet af din jord
og trygt vokset op blandt dine fjelde,
Vort navn er Kalaallit, i sagnets dybe spor
ærværdigt for dit hvide åsyns ælde.
Og alt mens din rigdom blev brugt til vor gavn
vi længtes mod verdens nye former.
Forløst fra de snærende bånd i hjemmets stavn
nu fremad, frem mod fjerne mål vi stormer
I voksne nationer, stræk ud jeres hånd!
Jert spor vi nu længes snart at følge.
En verden af bøger skal mane frem den ånd,
som bær os op på nykulturens bølge.
Umuligt nu længer at blive i ro -
Kalaallit stand op! Det ny imøde!
Som fribårne menneske herefter vil vi gro;
begynd at tro på evnens morgenrøde! 